# Ellipanthus unifoliolatus
Ellipanthus unifoliolatus là một loài thực vật có hoa trong họ Connaraceae. Loài này được (Thwaites Thwaites) Thwaites mô tả khoa học đầu tiên năm 1864.